# 1674

## Esdeveniments
- 13 de maig: Lluís XIV s'apodera de Besançon i la monarquia d'Espanya perd el Franc Comtat[1]

- 27 de juny, Vallespir; Derrota dels angelets de la terra i ocupació francesa de la comarca

## Naixements
Països Catalans
- 25 de maig, Morella: Carles Gassulla d'Ursino, jurista, polític, dramaturg i poeta valencià.
- Sallent, Joan Torres i Oliva, sacerdot i biògraf, religió

#### Resta del món
- 1 de febrer, París (França): Jean-Baptiste du Halde, jesuïta, historiador especialitzat en la Xina (m. 1743).[2]
- 12 d'agost, París: Maria de Lorena, princesa de Mònaco (m. 1724).[3]

## Defuncions
- 16 de maig, Perpinyà: Francesc Puig i Terrats (angelet de la terra), penjat i esquarterat pels francesos

- 8 de novembre, Londres: John Milton, poeta i assagista anglès, autor d’El Paradís perdut (n. 1608).[4]